# (35128) 1992 EG27
1992 EG27 (asteroide 35128) é um asteroide da cintura principal. Possui uma excentricidade de 0.18774510 e uma inclinação de 6.22380º.
Este asteroide foi descoberto no dia 2 de março de 1992 por UESAC em La Silla.